# ناتسومی هیراجیما
ناتسومی هیراجیما (انگلیسی: Natsumi Hirajima؛ زادهٔ ۲۸ مهٔ ۱۹۹۲) آیدل ژاپنی، و بازیگر اهل ژاپن است.